# Norwegische Dialekte

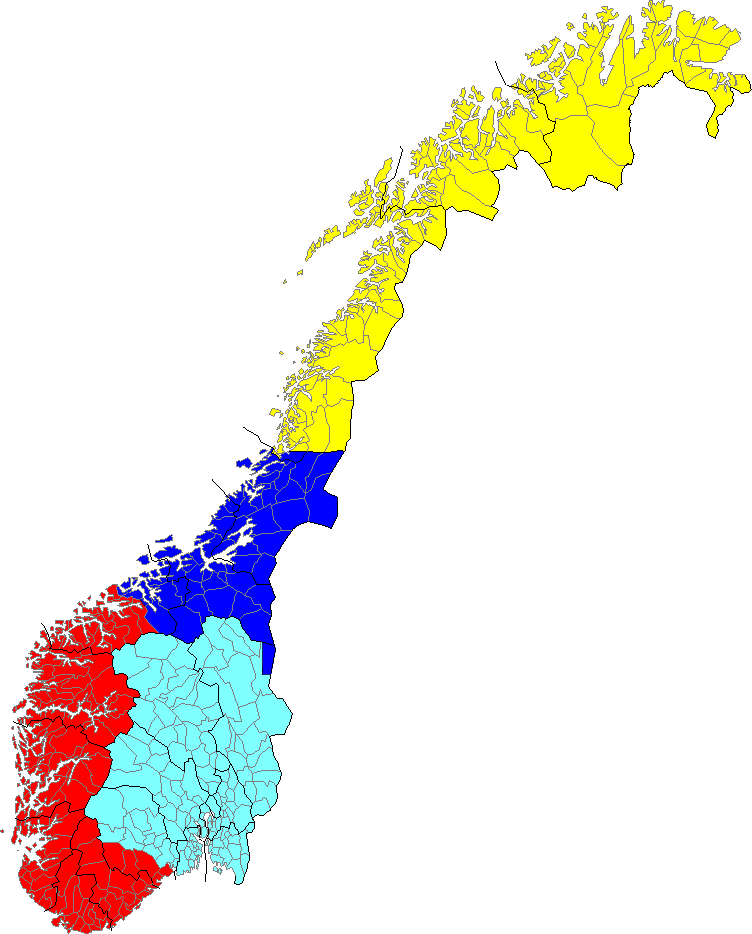
Die 4 Hauptgruppen norwegischer Dialekte:
Nordnorsk (Nordnorwegisch)
Trøndersk (Trönderisch)
Vestnorsk (Westnorwegisch)
Austnorsk (Ostnorwegisch)

Die norwegische Sprache umfasst neben den Schriftsprachen Bokmål und Nynorsk eine Vielzahl von norwegischen Dialekten.

## Dialektgrenzen

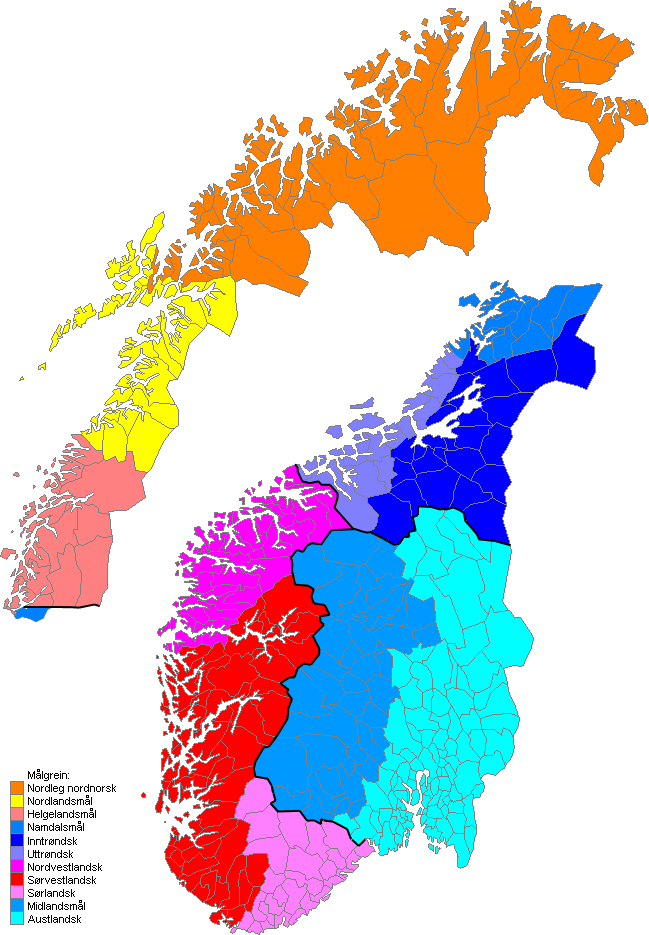
Untergliederung in Dialektgruppen

Die Dialektgrenzen in Norwegen sind auf unterschiedliche Arten zustande gekommen:
- Eine wichtige Dialektgrenze ist das Hochgebirge in Zentralnorwegen, die Langfjella. Dieses Hochgebirge war ein bedeutendes Hindernis im Verkehr zwischen dem Westen und dem Osten des Landes (Vestland und Austland/Østland). Sprachänderungen konnten kaum über diesen Weg verbreitet werden.
- In einigen Fällen bestimmten alte Verwaltungsgrenzen die Dialektgrenzen von heute.
- In anderen Fällen gibt es Siedlungsbewegungen, die neue Dialektgrenzen erzeugen. So entstand Ende des 18. Jahrhunderts bei Bardu und Målselv (Troms fylke) eine Sprachinsel, weil sich dort Leute aus dem Østerdalen (Hedmark fylke) niederließen. Ein anderes Beispiel: Man nimmt an, dass Nordnorwegen in vorhistorischer Zeit von Menschen aus dem Westen des Landes (Vestland) besiedelt wurde. Dies führt dazu, dass diese beiden Gebiete sprachlich eng zusammenhängen, obwohl das Gebiet Trøndelag dazwischenliegt, wo man andersartige Dialekte sprach und spricht.

## Verwendung
In Norwegen werden Dialekte und Regiolekte häufig in der Öffentlichkeit verwendet.
Es gibt in Norwegen zwar zwei offizielle Schreibsprachen (Nynorsk und Bokmål), aber keine landesweit normierte Aussprache.
Die norwegischen Dialekte haben traditionell eine starke Stellung; so verwenden durchaus auch Politiker und Professoren ihren heimischen Dialekt in der Öffentlichkeit. Allerdings stehen die traditionellen Mundarten heute unter dem Druck großräumiger geltender Regiolekte. Besonders in Ostnorwegen werden sie von einer bokmålnahen Umgangssprache verdrängt.
Sogenannte Stadtdialekte, denen oft ein geringes Ansehen zugeschrieben wird, breiten sich aufs Land aus. Dies hat sich unter anderem in Untersuchungen in den Städten Stavanger, Bergen und Ålesund gezeigt, wo neue allgemeine Stadtdialekte auf der Basis von alten Unterschichtdialekten (gatespråk „Straßensprache“) entstehen. Diese neuen Stadtsprachen (bymål) werden von größeren Teilen der Bevölkerung und von anderen sozialen Schichten gesprochen als die alten Unterschichtdialekte, und sie verbreiten sich zunehmend in die ländlichen Umgebungen der untersuchten Städte.  Auch in Oslo verbreitet sich nicht so sehr der „vornehme“ Dialekt aus dem Westen der Stadt, sondern der weniger hoch angesehene Dialekt aus dem Osten der Stadt (vikamålet). Die Sprache in den neuen Vorstädten von Oslo ist im Wesentlichen eine Weiterentwicklung des alten Dialektes aus dem Osten der Stadt.
Eine ähnliche Entwicklung gibt es auch in Dänemark, wo sich die „Straßensprache“ von Kopenhagen unter den jungen Leuten auf der Insel Seeland, auf der Kopenhagen liegt, ausbreitet.

## Sprachliche Eigenarten
Die norwegischen Dialekte lassen sich anhand von folgenden Eigenarten einteilen:

### Ostnordisch

#### Monophthongierung
Die Monophthongierung ist eine Lautentwicklung, bei der Diphthonge zu Monophthongen werden.
In den nordgermanischen Sprachen betrifft dies die drei altnordischen Diphthonge ei, au und ey.
Das altnordische ey ist das Resultat des i-Umlauts vom altnordischen au.
- Beispiele für altnordische Diphthonge: steinn („Stein“), kaupa („kaufen“), reykr („Rauch“).
- Beispiele für dänische Monophthonge: sten („Stein“), købe („kaufen“), røg („Rauch“).

Die nordgermanische Monophthongierung entstand im Altniederdeutschen.
Sie erreichte vor dem Jahr 1000 das Altdänische.
Sie verbreitete sich weiter über das damals noch dänische Schonen in andere schwedische und ostnorwegische Dialekte.
In Nord-Østerdalen und in der Gegend um Røros fand die Monophthongierung erst im 17. Jahrhundert statt.
Auf der Insel Gotland und im Finnlandschwedischen und in der großen Mehrheit der norwegischen Dialekte hat die Monophthongierung bis heute nicht stattgefunden.

#### Altnordischeshv, kvundv
Das Altnordische unterschied zwischen hv, kv und v am Anfang des Wortes.
Im Standard-Schwedischen, Standard-Dänischen und in fast allen schwedischen Dialekten ist hv zu v geworden.
In fast allen norwegischen Dialekten, im Färöischen und im Isländischen ist hv zu kv geworden.
Beispiele: dänisch hvad („was“) [vað], nynorsk kva, beides entstanden aus altnordisch hvat.

#### Präsensformen von starken Verben
Fast alle norwegischen Dialekte haben einige starke Verben mit Vokalwechsel.
Viele norwegischen Stadtdialekte und die Dialekte im Großraum Oslo haben diesen Vokalwechsel nicht, Schwedisch und Dänisch (und all ihre Dialekte) ebenfalls nicht.
- Beispiel mit Vokalwechsel: Infinitiv kome [koːmə] „kommen“ gegenüber kjem [çeːm] (1./2./3. Person Singular und Plural)
- Beispiel ohne Vokalwechsel: Infinitiv komme [kɔmə] „kommen“ gegenüber „kommer“ [kɔmər]

### Südskandinavisch

#### Rachen-R
Das Rachen-R [ʁ] (norwegisch skarre-r) ist ein Dialektkennzeichen von Sørland, südlichem Vestland, Dänemark und Südschweden (südlich der Linie Göteborg – Kalmar).
Die übrigen Gegenden haben Zungenspitzen-R.
Dieser Laut kommt möglicherweise aus Paris und hat sich von dort aus verbreitet.
Um 1780 war er bis nach Kopenhagen gekommen und um 1800 bis nach Bergen und Kristiansand.
Von diesen Städten aus hat sich der Laut in die ländlichen Gegenden verbreitet.
Um 1900 hatten große Teile der Küste vom Sørland bereits das Rachen-R.
Dabei verbreitete er sich von größeren Orten zu kleineren und übersprang dabei die noch kleineren Orte, die dazwischen lagen.

#### Reduktion
Reduktion von Vollvokalen im Auslaut zu Schwa ([ə]) oder zu [æ] kommt in unterschiedlichem Ausmaß vor. So kennt Südwestnorwegen durchgehend die Infinitiv-Endung auf -a, z. B. å vera („sein“), å kasta („werfen“), Ostnorwegen hingegen kennt sie nur noch bei Verben mit sog. leichtem Stamm, z. B. å vera („sein“), aber å kaste („werfen“).

#### Weiche Konsonanten
Weiche, also stimmhafte Konsonanten, wo die Schriftsprache stimmlose hat.
Hierbei geht es um b, d und g nach Vokalen in Wörtern wie skip [ʃiːp], bløt [bløːt] und bok [buːk] („Schiff“, „weich“, „Buch“).
Diese Wörter würden dann in etwa skib [ʃiːb], blød [bløːd] und bog [buːg] ausgesprochen.
Dies ist das Kennzeichen eines südnorwegischen Küstenstreifens zwischen Stavanger und Arendal. 
Siehe auch Sørlandet.

### Zentralskandinavisch

#### Gleichgewicht
Gleichgewicht (auf Norwegisch jamvekt) bedeutet, dass in bestimmten Wörtern die Betonung gleichmäßig auf die ersten beiden Silben verteilt und damit ein Betonungsgleichgewicht hergestellt wird.
Wörter mit Gleichgewicht gab es früher in den zentralen norwegischen und schwedischen Dialekten. Heute ist die Erscheinung nur noch im Gudbrandsdalen (Oppland fylke) lebendig, doch Spuren einstigen Vorkommens sind auch andernorts anzutreffen, besonders in Ostnorwegen (Østland) und im Trøndelag.
Eine deutliche Folge des Gleichgewichtes ist das Auftreten von zwei unterschiedlichen Infinitiv-Endungen: eine bei Infinitiven, die früher ein Gleichgewicht hatten, und eine andere bei Infinitiven, die nie Gleichgewichts hatten. 
Siehe unten „Infinitiv-Endung“.

#### Vokalharmonie
In bestimmten Gegenden gibt es bei bestimmten Wortarten einen lautlichen Ausgleich zwischen den Vokalen, auf Norwegisch jamning oder jevning genannt.
Der Endungsvokal beeinflusst dann in größerem oder geringerem Umfang den Vokal vorher.
Dieser lautliche Ausgleich tritt nur bei Wörtern auf, die früher Gleichgewicht hatten.
Einen vollständigen Ausgleich zwischen den Vokalen gibt es in zwei Gebieten: das eine umfasst den Osten von Telemark, das andere Indre Trøndelag, Namdalen und Nord-Østerdalen.
Einen unvollständigen Ausgleich gibt es in großen Teilen von Østland und Trøndelag.
Beispiele: Das Dialektwort veta („wissen“) wird zu vætta, vatta oder våttå; das Dialektwort viku („die Woche“) wird zu vukku. 

#### Dickes L
Das so genannte „dicke L“ (IPA [ɽ], auf Norwegisch tykk l oder tjukk l) ist eine Art retroflexes L.
Siehe Stimmhafter retroflexer Flap.
Statt retroflex wird auch kakuminal oder zerebral gesagt.
Dieses „dicke L“ ist aus dem altnorwegischen rð und dem altnorwegischen l entstanden.
Beispiele: altnorwegisch orð („Wort“) und sól („Sonne“), modernes Norwegisch ord und sol.
In Østland, Trøndelag und großen Teilen von Schweden können diese Wörter ein „dickes L“ haben.
In Vestland und Nordnorwegen würden sie mit r und l ausgesprochen, z. B. [uːʁ] und [suːl].

#### Retroflexe Konsonanten
Dort, wo es das „dicke L“ gibt, treten auch retroflexe Konsonanten auf.
Das „dicke L“ [ɽ] verschmilzt dann mit einem folgenden l, d, t, r oder n zu einem retroflexen Konsonanten [ɭ], [ɖ], [ʈ], [ɽ] bzw. [ɳ].
Beispiel: måltid („Mahlzeit“) mit retroflexem Konsonant [moːʈiː], ohne retroflexen Konsonant [moːltiː].

#### Detals formales Subjekt
Im modernen Norwegisch, Schwedisch und Dänisch muss ein Satz ein Subjekt haben.
In bestimmten Arten von Sätzen gibt es darum ein formales Subjekt.
In den folgenden Beispielen sind det und der das formale Subjekt.
Die deutschen Übersetzungen haben ebenfalls formale Subjekte an dieser Stelle, nämlich es.
Beispiele:
- Det regnar (Nynorsk) oder Det regner (Bokmål) „Es regnet“
- Der er komne tre nye båtar inn i hamna i dag „Es sind heute drei neue Boote in den Hafen eingelaufen“

Schwedisch, Ostnorwegisch und Trøndersk haben in solchen Sätzen det („es“, „das“) als formales Subjekt.
Im Vestland, Sørland, im Westen von Telemark und im größten Teil von Nordnorwegen haben solche Sätze der („da“), manchmal her („hier“).

#### Partikel und direktes Objekt
Ein syntaktischer Unterschied zwischen Dialekten ist die Reihenfolge von direktem Objekt (dO) und Verbpartikel (Part) bei Verbalgruppen (unechten zusammengesetzten Verben).
Trøndelag und die östlichen Teile vom Østlandet haben hier erst den Verbalpartikel und dann das direkte Objekt.
In diesen Dialekten werden Verb und Partikel oft zur Tonemgruppe.
Das heißt, dass sie wie ein einziges mehrsilbiges Wort ausgesprochen werden, der Partikel wird also angehängt (enklitisch).
Die Betonung liegt dann auf der ersten Silbe, und zwar mit Akzent 2.
|                               | S   | V   | dO      | Part | dO       |
| Dänisch:                      | De  | tog | den     | ind  |          |
|                               | De  | tog | cykelen | ind  |          |
| Schwedisch:                   | De  | tog |         | in   | den      |
|                               | De  | tog |         | in   | cykeln   |
| Ostnorwegisch:                | Dem | tok |         | inn  | den      |
|                               | Dem | tok |         | inn  | sykkelen |
| Standardnorwegisch (nynorsk): | Dei | tok | han     | inn  |          |
|                               | Dei | tok |         | inn  | sykkelen |
| Standardnorwegisch (bokmål):  | De  | tok | den     | inn  |          |
|                               | De  | tok |         | inn  | sykkelen |

S = Subjekt; V = Verb; dO = direktes Objekt; Part = Partikel
Die Sätze in der Übersicht bedeuten:
- „Sie holten es hinein“
- „Sie holten das Fahrrad hinein“

### Nordskandinavisch

#### Weichesllundnn
Weich oder mouilliert bedeutet hier, dass ll oder nn (wie in fjell bzw. mann) eine palatale Aussprache haben, also in etwa wie lj und nj ausgesprochen werden.
Siehe auch Stimmhafter palataler Nasal und Stimmhafter lateraler palataler Approximant.
Diese beiden weichen Konsonanten sind Kennzeichen von nördlichen Gebieten (Opplandsk, nördliches Midtlandsk, Nordvestlandsk und die Gebiete weiter nördlich).

#### Apokope
Die Apokope ist eine sprachliche Veränderung, bei der der Endungsvokal am Ende des Wortes wegfällt.
Beispiel: han [haːn] statt hane [haːnə] („Hahn“).
Dies kann auch die Infinitiv-Endungen eines Dialektes betreffen.
Die Apokope kommt in Nordnorwegen vor: in Nordmøre (Møre og Romsdal fylke), Trøndelag und Teilen von Nordland. 
Siehe „Infinitiv-Endung“.

### Westnordisch und Westnorwegisch

#### dlunddn
Auf Island, auf den Färöern und im Westen Norwegens gibt es die Erscheinung der Differenziation.
Dies bedeutet, dass altnordisches rl zu dl wird und rn zu dn.
Altnordisches fn ([vn]) wird zu bn.
Der lautliche Unterschied (die Differenz) wird also größer.
Die norwegischen Gebiete, in denen diese Erscheinung vorkommen kann, sind Rogaland, Hordaland, Midtre Sogn, Indre Sogn, Hallingdal und Valdres.
Allerdings sind die Details dieser Differenziation in den oben genannten Sprachen und Dialekten recht unterschiedlich.
Beispiele:
- altnordisch korn („Korn“) wird zu [ˈkɔdn̩] (Voss)
- altnordisch karl („Mann“) wird zu [ˈkadl̩] (Voss)
- altnordisch nafn („Name“) wird zu [ˈnabn̩] (Hallingdal)

Eine ähnliche Erscheinung ist die Segmentation.
Dies bedeutet, dass ein Laut segmentiert, also zerteilt wird.
Hier geht es um die altnordischen langen Konsonanten ll und nn wie in kalla („rufen“) und finna („finden“).
Diese Laute werden typischerweise zu dl bzw. dn.
Diese Erscheinung kommt im Isländischen, Färöischen und im südlichen Vestland vor.
Beispiele:
- altnordisch kalla („rufen“) wird zu [kadla] (Voss)
- altnordisch finna („finden“) wird zu [fɪdna] (nördliches Hordaland)

#### Diphthongierung
Diphthongierung ist eine lautliche Entwicklung, bei der ein Monophthong zu einem Diphthong wird.
Diese Entwicklung gab es in mehreren Teilen des nordischen Sprachgebietes: Island, Färöer, in Teilen von Westnorwegen, Jütland, Südschweden (südlich der Linie Göteborg – Kalmar), Gotland und in einigen anderen schwedischen Gegenden.
Die Diphthongierung betrifft die altnordischen Langvokale á, é, í, ó und ú.
Beispiele:
- altnordisch bátr („Boot“) wird zu [baʊːt] (Voss)
- altnordisch sól („Sonne“) wird zu [sɔʊːl] (Voss, Sunnmøre, Setesdal)
- altnordisch tré („Baum“) wird zu [træɪː] (Sunnmøre, Setesdal)
- altnordisch bíta („beißen“) wird zu [beɪːtə] (Setesdal)
- altnordisch skúta (ein leichtes Segelschiff) wird zu [skeʊːtə] (Setesdal)

### Sonstige

#### Infinitiv-Endung
In West- und Südnorwegen gibt es eine einheitliche Infinitiv-Endung, z. B. auf -a oder auf -e, also å kasta oder å kaste („werfen“).
In Nordnorwegen kann diese Endung auch ganz fehlen, also å kast statt z. B. å kasta.
In den übrigen Landesteilen gibt es zwei unterschiedliche Infinitiv-Endungen (kløyvd infinitiv, „geteilter Infinitiv“).
Dort ist die Endung von der im Altnordischen gültigen Quantität des Stammvokalismus abhängig: War dieser lang, so hat das Verb heute Endung [ə], war er kurz, hat das Verb heute Endung [a]. Altnordische Kürzen wurden in späterer Zeit in offener Silbe gedehnt, doch diese heutige Vokalquantität hat keinen Einfluss auf die Endung gewonnen.
Beispiel: altnordisch bíta („beißen“) wird zu bite ([biːtə]) mit [ə], aber altnordisch vita („wissen“) wird zu veta ([veːta]) mit [a].

#### Bestimmter weiblicher Artikel
In den nordgermanischen Sprachen wird der bestimmte Artikel in der Regel an das Substantiv angehängt.
So lautet der unbestimmte weibliche Artikel in Nynorsk ei und in Bokmål ei oder en, z. B. ei bok oder en bok („ein Buch“).
Der bestimmte weibliche Artikel lautet -a, in Bokmål auch -en, z. B. boka oder boken („das Buch“).
Schwache Feminina sind weibliche Substantive mit einer e-Endung in den Schriftsprachen, z. B. jente („Mädchen“), kvinne („Frau“) usw.
Starke Feminina sind weibliche Substantive ohne diese e-Endung, z. B. bok („Buch“), sol („Sonne“), bru („Brücke“) usw.
In den meisten Landesteilen zeitigt dies aber keinen Einfluss auf den Artikel; hier kommen häufig a-ähnliche Endungen vor wie boka und sola, jenta und kvinna usw. Mundarten, die einen Unterschied machen, kennen einen zusätzlichen Artikel; hier heißt es etwa kvinna, aber soli.

## Gliederung
Die Einteilung der Dialekte ist stark davon abhängig, welche Spracheigenschaften man für wichtig hält.
Daher gibt es bei der Gliederung von Dialekten häufig mehrere Möglichkeiten.

### Gleichgewicht, Apokope und Reduktion
Eine häufig gemachte Einteilung benutzt die drei Kriterien Gleichgewicht, Apokope und Reduktion.
Ein weiteres Kriterium ist das geteilte Femininum, also ist die Unterscheidung zwischen zwei Endungen bei weiblichen bestimmten Substantiven (siehe oben).
Diese Einteilung sieht so aus:
- mit Gleichgewicht
  - mit Apokope
    - Trøndersk

  - ohne Apokope
    - mit geteiltem Femininum
      - Midlandsk

    - ohne geteiltes Femininum
      - Austlandsk/Østlandsk

- ohne Gleichgewicht
  - mit Apokope
    - Nordlandsk

  - ohne Apokope
    - mit Reduktion
      - Sørlandsk
      - Nordvestlandsk
      - Troms- und Finnmarksmål

    - ohne Reduktion
      - Sørvestlandsk

### „Dickes L“ und Infinitiv
Eine andere Möglichkeit besteht darin, die Anzahl der Infinitiv-Endungen, das „dicke L“ und den bestimmten femininen Artikel als Kriterium zu verwenden. Dann sieht die Einteilung der norwegischen Dialekte so aus:
a) Westnorwegisch (Vestnorsk)
Die Hauptkennzeichen dieser Dialekte sind, dass sie nur eine einzige Infinitiv-Endung haben und dass das so genannte „dicke L“ (tykk l/tjukk l) nicht vorkommt.
- Nordvestlandsk: in Romsdal (Møre og Romsdal fylke), Sunnmøre, Fjordane (ehemalige Provinz Sogn og Fjordane), Ytre Sogn (Küstengebiet von Sogn og Fjordane)
- Indre Vestlandsk: in Indre Sogn, Voss, Indre Hardanger
- Ytre Vestlandsk: in Nordhordland, Sunnhordland (beide in der ehemaligen Provinz Hordaland), Rogaland
- Sørlandsk: in Agder

b) Ostnorwegisch (Østnorsk/Austnorsk)
Die Hauptkennzeichen dieser Dialekte sind, dass sie zwei verschiedene Infinitiv-Endungen haben und dass das „dicke L“ dort vorkommt.
- Midtlandsk: in den Hochgebirgsdörfern: Nord-Gudbrandsdal bis Sel, Valdres, Hallingdal, Numedal und Telemark bis Rollag, Tinn, Hjartdal, Seljord, Kviteseid, Bykle im Setesdal
- Sørøstlandsk: das Gebiet auf beiden Seiten des Oslofjords mit Ringerike (Provinz Buskerud) und Romerike
- Opplandsk: Innlandet (aber ehemalige Provinz Oppland ohne die Hochgebirgsdörfer)
- Trøndsk: in Trøndelag und in Nordmøre

c) Nordnorwegisch (Nordnorsk), nördlich von Trøndelag
Das Nordnorwegische hat einige Kennzeichen mit dem Westnorwegischen gemein, aber andere mit dem Ostnorwegischen, genauer gesagt, mit dem Trøndsk

### Altnorwegische Dialektgliederung
Auch in der altnorwegischen Sprache gab es bereits Dialektunterschiede. Diese Dialektunterschiede zeigen sich teilweise in den alten Handschriften. Allerdings sind diese Handschriften keine reinen Dialekttexte, weil es schon damals gewisse Schreibtraditionen gab, an die sich die Schreiber teilweise hielten.
Für das 13. Jahrhundert gibt es eine Gliederung, die im Wesentlichen den Gliederungen der heutigen norwegischen Dialekten ähnlich ist. Man unterscheidet für das 13. Jahrhundert zwischen einem westlichen und einem östlichen Hauptdialekt. Die Grenze war das Hochgebirge in Zentralnorwegen, die Langfjella. Der westliche Hauptdialekt hatte die meisten Eigenschaften gemeinsam mit dem Altisländischen, da die isländischen Siedler überwiegend aus dem südlichen Westnorwegen kamen. Der östliche Hauptdialekt teilte viele Eigenschaften mit dem Altdänischen und dem Altschwedischen. Das westliche Altnorwegisch wird weiter unterteilt in Nordvestlandsk (nördliches Westnorwegisch) und Sørvestlandsk (südliches Westnorwegisch). Das östliche Altnorwegisch wird in Trøndsk und Østlandsk unterteilt.
Es ist nicht bekannt, welche sprachlichen Besonderheiten in dieser Zeit das Nordnorwegische hatte, also die Sprache nördlich von Namdal (im nördlichen Trøndelag). Aus diesem Teil gibt es zu wenig alte Texte.

## Geschichte der norwegischen Dialektologie

### Vorwissenschaftliche Zeit
Die norwegische Dialektologie hat ihre Wurzeln im 17. und 18. Jahrhundert. Damals erschienen mehrere Glossare mit norwegischen Wörtern. So wurden beispielsweise 1697 die norwegischen Pfarrer dazu aufgefordert, Wörtersammlungen aus der Mundart ihrer Kirchgemeinden anzulegen und an die königlich-dänische Kanzlei zu senden. Mathias Moth (1649–1719) arbeitete einen guten Teil davon in sein 60-bändiges dänisches Wörterbuch ein. Das bedeutendste Werk aus der Zeit vor 1800 war eine 4000 Dialektwörter umfassende Handschrift von etwa 1740, die erst 1923 unter dem Titel Professor Knud Leems Norske Maalsamlingar fraa 1740-aari publiziert wurde.

### Nationalromantik
Die wissenschaftliche Dialektologie begann zur Zeit der Nationalromantik, als im seit Jahrhunderten zu Dänemark gehörigen Norwegen spezifisch norwegische Elemente im Kulturleben die Oberhand gewannen. Die nationalromantisch beeinflussten Forscher interessierten sich für die Geschichte ihres Landes, besonders für das „Goldene Zeitalter“ des Landes, also für das, was sie die „große“ und „glorreiche“ Zeit des Landes nannten. Daher fiel ihnen auf, dass die norwegischen Dialekte vom Altnorwegischen abstammten, und nicht von der Schriftsprache. Weil das Altnorwegische die Sprache dieses „Goldenen Zeitalters“ war, erhielten auch die davon abstammenden Dialekte ein größeres Ansehen.
Auch in der Sprachdiskussion in den 30er Jahren des 19. Jahrhunderts spielten die Dialekte eine wichtige Rolle; siehe auch Norwegische Sprache. Allerdings waren die norwegischen Dialekte zu dem Zeitpunkt kaum erforscht, und die dem städtischen Bürgertum angehörenden Sprachwissenschaftler waren in sozialer Hinsicht sehr weit von den Dialektsprechern entfernt. Die erste gründliche wissenschaftliche Beschreibung der norwegischen Dialekte stammt von Ivar Aasen (1813–1896). In den 40er-Jahren des 19. Jahrhunderts reiste er durch große Teile Norwegens und sammelte Sprachproben, die er sowohl in zwei Wörterbüchern (Ordbog over det norske Folkesprog von 1850 und Norsk Ordbog von 1873) als auch in mehreren Dialektgrammatiken (unter anderem Det norske Folkesprogs Grammatik von 1848 und Norsk Grammatik von 1864) publizierte. Überdies interessierte er sich sehr für die sprachhistorischen Zusammenhänge, also für die Abstammung der Dialekte vom Altnorwegischen.
Der Zusammenhang der Dialekte mit dem Altnorwegischen führte zwar zu einer neuen Wertschätzung der Dialekte. Er führte aber auch dazu, dass man sich vor allem für die altmodischen und archaischen Merkmale der Sprache interessierte. Neuere Entwicklungen innerhalb eines Dialektes wurden darum gerne ausgeblendet, weil sie nicht „ursprünglich“ genug waren.
Die norwegischen Dialekte dienten auch als Argument in politischen Debatten. Die Existenz von eigenen altehrwürdigen Dialekten sollte ein Beweis dafür sein, dass die Norweger ein eigenes Volk sind, und keineswegs den Dänen oder Schweden zuzuordnen sind.  Norwegen war nämlich jahrhundertelang Teil des dänischen Reiches gewesen. 1814 war es in eine Personalunion mit Schweden geraten. Im Laufe des 19. Jahrhunderts wuchs in Norwegen der Widerstand gegen die Personalunion mit Schweden. 1905 wurde sie auf Drängen der Norweger aufgelöst.
Siehe auch Geschichte Norwegens.

### Junggrammatische und traditionelle Dialektologie
Die wichtigsten Vertreter der norwegischen Junggrammatiker waren Johan Storm (1836–1920), Marius Hægstad (1850–1927) und Amund B. Larsen (1849–1928). Letzterer gilt als „Altmeister der modernen Dialektologie“. Schon seine Untersuchung der Dialekte in Selbu und im Guldal von 1881 wurde als „erste den neuzeitlichen Forderungen entsprechende, streng wissenschaftliche Arbeit über einen norwegischen Dialekt“ gerühmt. In einer Reihe von Dialektmonographien verglich er nicht allein die Laute der lebenden Mundart mit denjenigen des Altnorwegischen, sondern versuchte auch, die Entwicklung der einzelnen Laute in einer systematischen Darstellung zusammenzufassen, womit er sich dem gegen Ende seines Lebens aufkommenden Strukturalismus annäherte. Modern war auch, dass er nicht nur ländliche Mundarten, sondern auch städtische Dialekte untersuchte und je eine Monographie über die Sprache in Kristiania/Oslo, Bergen und Stavanger publizierte, in denen auch die soziale Seite der Sprache eine wichtige Rolle spielte.
Bis weit in die zweite Hälfte des 20. Jahrhunderts erschienen zahlreiche, meist kleinere und oft populärwissenschaftlich ausgerichtete Dialektmonographien, die alle mehr oder minder in junggrammatischer Tradition standen. Einige der besten Arbeiten wurden in die Reihen Bidrag til nordisk filologi av studerende ved Kristiania (Oslo) universitet (1914 ff.) und Skrifter frå Norsk Målførearkiv (1952 ff.) aufgenommen. Überdies gilt Norwegen innerhalb des germanischen Gebietes als „das Land mit den am besten erforschten Stadtmundarten“. Wichtigste Publikationsorgane für dialektologische Aufsätze waren Maal og Minne und die Norsk Tidsskrift for Sprogvidenskab. Das lange Festhalten der norwegischen Dialektologie an den traditionellen Fragestellungen (Lautlehre und Formenlehre) wurde 1948 von Einar Haugen in einem Aufsatz im Journal of English and Germanic Philology scharf kritisiert.

### Wortforschung
Die Wortforschung fand in der norwegischen Dialektologie erst spät Eingang. Die beiden bedeutendsten Beiträge sind Oskar Bandles Studien zur westnordischen Sprachgeographie. Haustierterminologie im Norwegischen, Isländischen und Färöischen von 1967 und das von 1950 bis 2016 erschienene zwölfbändige Norsk Ordbok.

### Dialektwandel
Ein Schwerpunkt der gegenwärtigen norwegischen Dialektologie ist der Sprachwandel und der damit verbundene Übergang von lokal basierten zu regionalen Mundarten. Ein landesweit ausgerichtetes Projekt ist TEIN – Talemålsendring i Noreg, dessen Resultate unter anderem in der seit 1998 erscheinenden Reihe Målbryting: skrifter frå prosjektet Talemålsendring in Noreg veröffentlicht werden.

### Historische Mundartforschung
Eine Besonderheit der norwegischen Dialektologie ist die gut ausgebaute historische Mundartforschung. Diese zeigt, dass schon in altnorwegischer Zeit zwischen einem tröndischen, einem nordnorwegischen, einem nordwestnorwegischen, einem rygischen und einem „inneren südwestnorwegischen“ Sprachraum unterschieden werden kann.